# Nietupa (województwo podlaskie)
Nietupa – wieś w Polsce położona w województwie podlaskim, w powiecie sokólskim, w gminie Krynki.

## Części wsi
| SIMC    | Nazwa    | Rodzaj  |
| ------- | -------- | ------- |
| 0032750 | Słobódka | kolonia |

## Historia
Wieś została założona około 1560 r. przez Rusinów, będących z zawodu osocznikami i bartnikami. Miejscowość początkowo nosiła nazwę Żylicze Wielkie.
W 1915 r. niemal wszyscy mieszkańcy wsi udali się na bieżeństwo w głąb Rosji, z którego powrócili (nie wszyscy) w okresie międzywojennym.
W 1921 roku wieś liczyła 30 domów i 158 mieszkańców, w tym 119 prawosławnych, 28 katolików łacińskich i 11 wyznawców judaizmu.
W 1944 r. 22 rodziny zdecydowały się na trwałą migrację do Związku Radzieckiego na zawsze opuszczając rodzinną wieś.
W 1980 r. w Nietupie dokonano badań dialektologiczno-językowych pod kierunkiem Janusza Siatkowskiego, w ramach których odnotowano, że podstawowym środkiem porozumiewania się mieszkańców między sobą jest gwara białoruska.
W latach 1975–1998 miejscowość administracyjnie należała do województwa białostockiego.

## Mieszkańcy
Większość mieszkańców Nietupy wyznaje prawosławie. Należą oni do parafii w Ostrowiu Północnym. Natomiast rzymskokatoliccy mieszkańcy przynależą do parafii w Podlipkach.

## Zabytki
- drewniany młyn wodny, 2 poł. XIX, nr rej.:604 z 16.12.1985[12].